# Magnificon Expo
Magnificon Expo – konwent fanów mangi i anime odbywający się cyklicznie w Krakowie. Organizatorem konwentu jest firma MiOhi. W trakcie konwentu odbywają się panele, pokazy, warsztaty, konkursy (m.in. cosplay), gry, koncerty, a także liczne projekcje.

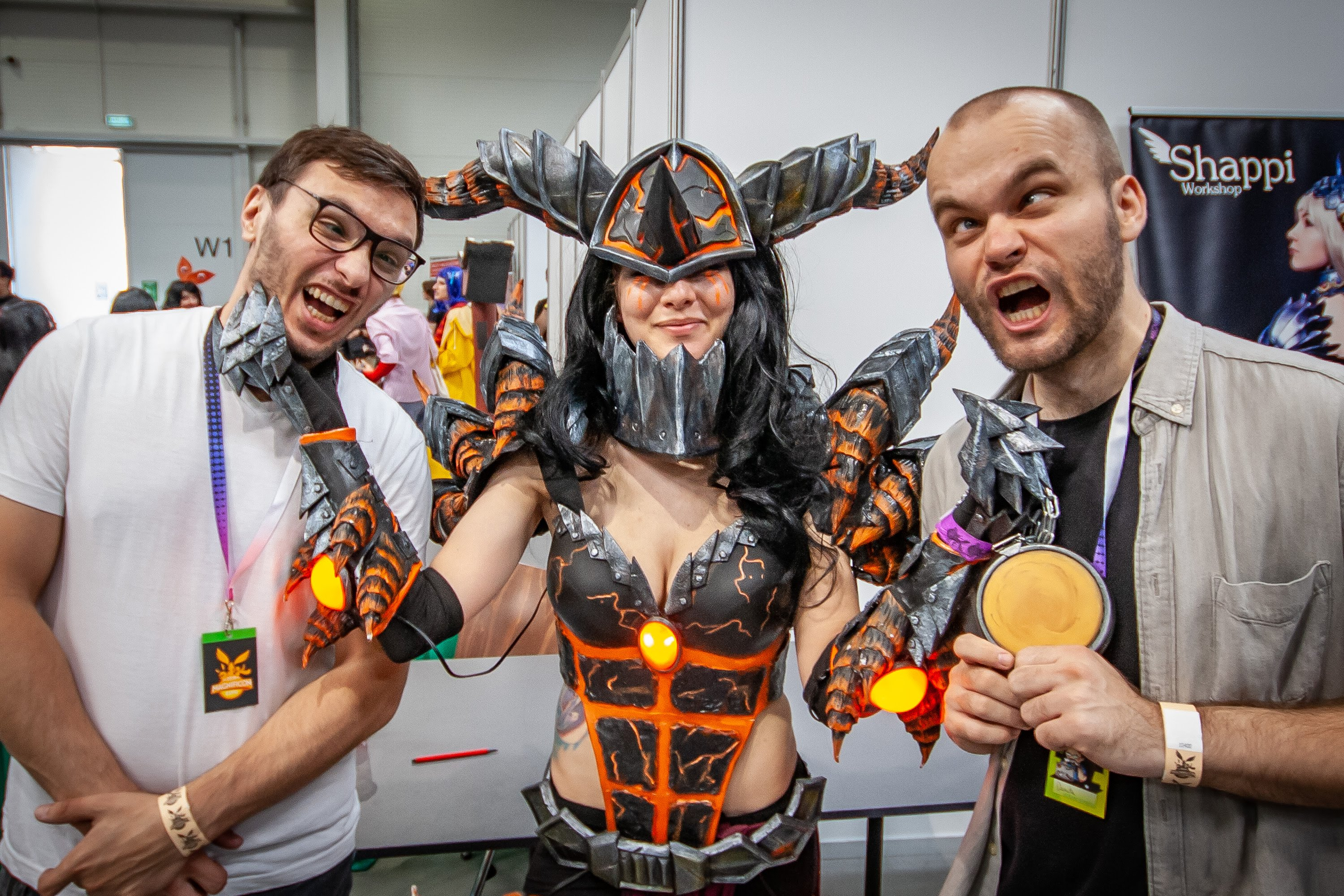
Uczestniczka konwentu Magnificon 2019 wraz z Grupą Filmowa Darwin pozujący do zdjęć

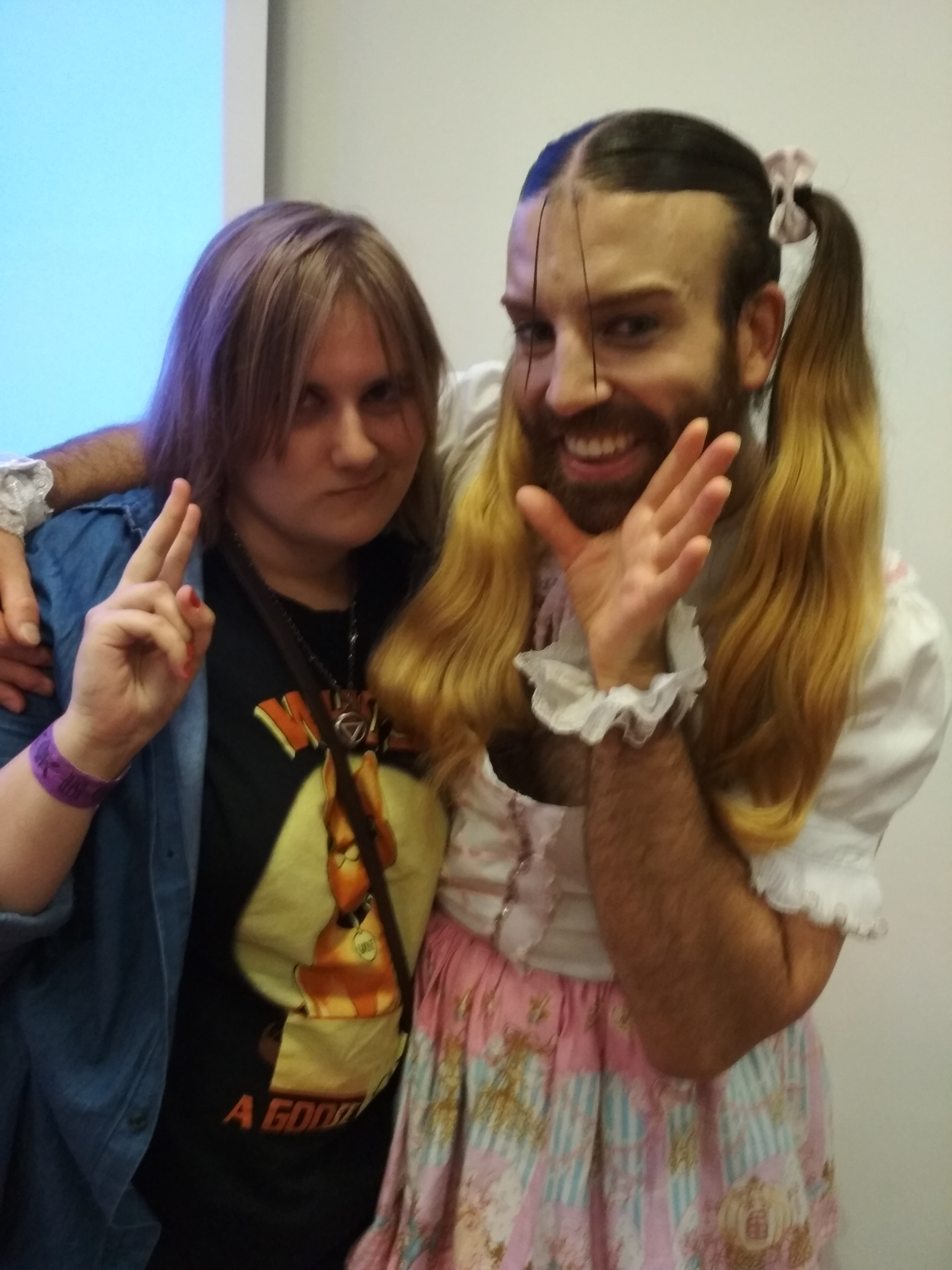
Uczestniczka z Ladybeard podczas Magnificonu 2019

## Edycje wydarzenia
| Edycja               | Czas             | Miejsce                                                        | Goście                                                             |
| -------------------- | ---------------- | -------------------------------------------------------------- | ------------------------------------------------------------------ |
| MAGNIFIcon I         | 2003             |                                                                |                                                                    |
| MAGNIFIcon II        | 2004             |                                                                |                                                                    |
| MAGNIFIcon III       | 2005             |                                                                |                                                                    |
| MAGNIFIcon IV        | 2006             |                                                                |                                                                    |
| MAGNIFIcon V         | 2007             |                                                                |                                                                    |
| MAGNIFIcon VI        | 2008             |                                                                |                                                                    |
| MAGNIFIcon VII       | 2009             |                                                                |                                                                    |
| MAGNIFIcon VIII      | 2010             |                                                                |                                                                    |
| MAGNIFIcon IX        | 16–18.04.2011    | Zespół Szkół Ogólnokształcących Integracyjnych nr 3 w Krakowie |                                                                    |
| Magnificon eXpo      | 19–21.05.2012    | Hala Sportowa TS Wisła w Krakowie                              |                                                                    |
| Magnificon EXPO XI   | 18–19.05.2013    | Hala Sportowa TS Wisła w Krakowie                              |                                                                    |
| Magnificon XII EXPO  | 31.05-01.06.2014 | Hala EXPO w Krakowie                                           |                                                                    |
| Magnificon XIII EXPO | 29–31.05.2015    | Hala EXPO w Krakowie                                           |                                                                    |
| Magnificon Expo XIV  | 27–29.05.2016    | Hala EXPO w Krakowie                                           |                                                                    |
| Magnificon Expo 2017 | 26–28.05.2017    | Hala EXPO w Krakowie                                           | G.L.A.M.S                                                          |
| Magnificon Expo 2018 | 22–24.06.2018    | Hala EXPO w Krakowie                                           | wokalista haru z zespołu Universe, X Made Alcoholic Santaclaus     |
| Magnificon Expo 2019 | 21–26.06.2019    | Hala EXPO w Krakowie                                           | This Is A Pen, Ladybeard z LadyBaby, Satsuki, Grupa Filmowa Darwin |